# Мохенджо-Даро
Мохе́нджо-Да́ро (на урду: موئن جودڑو, на синдхи: موئن جو دڙو; буквално „хълм на мъртъвците“) е древен град на Индската цивилизация, възникнал около 2600 г. пр.н.е. Намира се в Пакистан, провинция Синд.
Бил е сред най-големите и значими градове-центрове на изчезнала цивилизация по долината на река Инд, същевременно явяващ се един от първите градове в историята на Южна Азия, а и на света. Съвременник е на древните цивилизации на Древен Египет и Двуречието от т.нар. плодороден полумесец.
Мохенджо-Даро е разкрит от индийските археолози Банерджи и Сахин през 1922 г. на един от островите на река Инд. След разкриването му в рамките на британска археологическа експедиция, разкопките продължават под ръководството на британския учен Джон Маршал. Тайнственият град е кръстен Мохенджо-Даро на синдхи, което значи „Хълмът на мъртвите“. Главният въпрос, пред който се изправят учените, е защо преди 3500 години градът заедно с цивилизацията е изчезнал и къде са отишли неговите жители, понеже архелогическите данни в Мохенджо-Даро говорят, че той не е разрушен от нашественици, а в неговите останки не са намерени и следи от оръжия, потвърждаващи каквито и да са насилствени или военни действия на територията и прилежащата му акватория. Археологическите данни говорят, че градът е представлявал своеобразен „оазис на мира“, което кореспондира с нрава и обичаите на древните индуси. Мохенджо-Даро е протоиндийска земеделска цивилизация, която включва и друг голям град в долината на голямата река – Харапа. Археологическите данни разкриват, че жителите му не са се нуждаели от войска и не са практикували завоевателни походи, понеже явно е нямало и от кого да се отбраняват. Археолозите изключват като версии за изчезването на цивилизацията му наводнение, пожар, метеорит, изригване на вулкан, а също така и епидемия. Удивителното е, че в града в онези времена е изграден и водопровод.
Водеща хипотеза за изчезването на цивилизацията Мохенджо-Даро, все още поради отсъствие на алтернатива, е нашествието на арийците към Индия по долината на Инд. Спорен е въпроса какъв е етническия състав на древните жители на Мохенджо-Даро – дали са представители на местното дравидско население, или и те са били арии. Тази тайнственост и мистичност, обгърнала историята на древния град, е повод за възникването на много хипотези за причините, породили изчезването на жителите му, като в художествената литература съществуват дори такива, че това се дължи на нашествието на Земята на извънземни.
За съществуването на Мохенджо-Даро и другите градове-държави по течението на Инд все още не са открити данни в древните шумерски текстове, записани на глинени плочки.
Архитектурата на Мохенджо-Даро е сложна иригационна с многобройни култови съоръжения. Градът е изграден от кирпич и е разполагал с огромно зърнохранилище, басейн с площ 83 m² и възвишение-цитадела, чието предназначение е било да подслони жителите му в случай на разлив на водите на Инд на острова, на който е разположен градът. Мохенджо-Даро притежава първите в историята на цивилизацията обществени тоалетни и градска канализация. Част от ниската част от града с течение на времето е отнесена от водите на Инд, което не позволява на изследователите да съберат достатъчно данни за историята на града с неговата цивилизация.
Мохенджо-Даро все още продължава да бъде една от големите загадки за археологията.